# Вукич, Милан
Ми́лан Ву́кич (серб. Милан Вукић; род. 19 августа 1942, Сански-Мост, близ Бугойно) — боснийский, ранее сербский, югославский, шахматист, гроссмейстер (1975). В чемпионатах страны (1970 и 1971) — 1-2-е места. Чемпион Югославии (1974). 
Лучшие результаты в международных турнирах: Сомбор (1970) — 5-е; Сараево (1972) — 6-е; Врнячка-Баня (1973) — 3-е; Биль (1973) — 1-2-е; Баня-Лука (1974 и 1976) — 1-е и 2-е; Винковци (1974) — 2-е; Баймок (1975) — 1-3-е; Вршац (1975) — 4-5-е; Сараево (1976) — 2-3-е; Нови-Сад (1978) — 4-е; Штип (1978) — 5-е; Земун (1980) — 1-2-е; Борово (1980) — 4-6-е; Тузла (1981) и Крагуевац (1984) — 3-4-е места.

## Изменения рейтинга
| График не отображается по техническим причинам. Чтобы исправить это, воспроизведите график в новом формате, если это возможно. |